# Ameli Neureuther
Ameli Neureuther (* 15. Juni 1981 in München) ist eine deutsche Modedesignerin.

## Familie
Neureuther kam als erstes von zwei Kindern der beiden ehemaligen Skirennläufer Rosi Mittermaier († 2023) und Christian Neureuther im Münchner Stadtteil Pasing zur Welt. Ihr Bruder ist der ehemalige Skirennläufer Felix Neureuther. Ihr Ururgroßvater war der Maler Eugen Napoleon Neureuther (1806–1882), nach dem – ebenso wie nach seinem Bruder, dem Architekten Gottfried von Neureuther – in der Münchner Maxvorstadt die Neureutherstraße benannt ist; ihr Urururgroßvater war der Maler Ludwig Neureuther (1774–1832).
Ihre Kindheit verbrachte Neureuther in Garmisch-Partenkirchen. Im Februar 2015 wurde ihr Sohn geboren.

## Ausbildung und Beruf
Von 1999 bis 2001 studierte Neureuther im Rahmen eines „Art Foundation Year“ an der Cambridge School of Arts. Ab 2001 setzte sie ihre Ausbildung an der internationalen Modeschule Esmod in München fort. Damals ging sie mit ihrem Outfit „Mixed expression“ neben den 160 weiteren Schülern der Modeschule in die Öffentlichkeit. Längere Zeit arbeitete sie in New York für das Modelabel Marc Jacobs, sechs Jahre lang war sie in Berlin unter Wolfgang Joop als Designerin mitverantwortlich für das Modelabel Wunderkind.
Für die alpinen Skiweltmeisterschaften 2011 in Garmisch-Partenkirchen entwarf Neureuther die Maskottchen Ga und Pa, zwei Figuren in Form eines Schneeballs.
Mittlerweile arbeitet sie freiberuflich als Designerin und Illustratorin.

## Auszeichnungen
- November 2002 im Rahmen des St.-Katrin-Festes in München: Ehrenpreis für das aufwändigste Opernkostüm
- März 2004 bei der China Fashion Week in Peking: 1. Preis (mit 10.000 € dotiert) für Illustration beim Hempel Fashion Award, einem der weltweit größten Wettbewerbe für Nachwuchsdesigner

## Ausstellungen
- 2002: Garmisch-Partenkirchen